# Steinbruch Baddeckenstedt
Das Naturschutzgebiet Steinbruch Baddeckenstedt liegt im Gebiet der Samtgemeinde Baddeckenstedt des Landkreises Wolfenbüttel, Niedersachsen.

## Allgemeines
Das Naturschutzgebiet hat eine Größe von 6,3 Hektar und wurde 2009 durch die Untere Naturschutzbehörde des Landkreises Wolfenbüttel unter Naturschutz gestellt. Es trägt die statistische Bezeichnung „NSG BR 142“.
Laut der Schutzverordnung erfolgt die Unterschutzstellung zur Erhaltung, Pflege und naturnahen Entwicklung des Steinbruchs als Lebensraum einer vielfältigen und teilweise in ihrer Existenz bedrohten Pflanzen- und Tierwelt.

## Natur und Landschaft

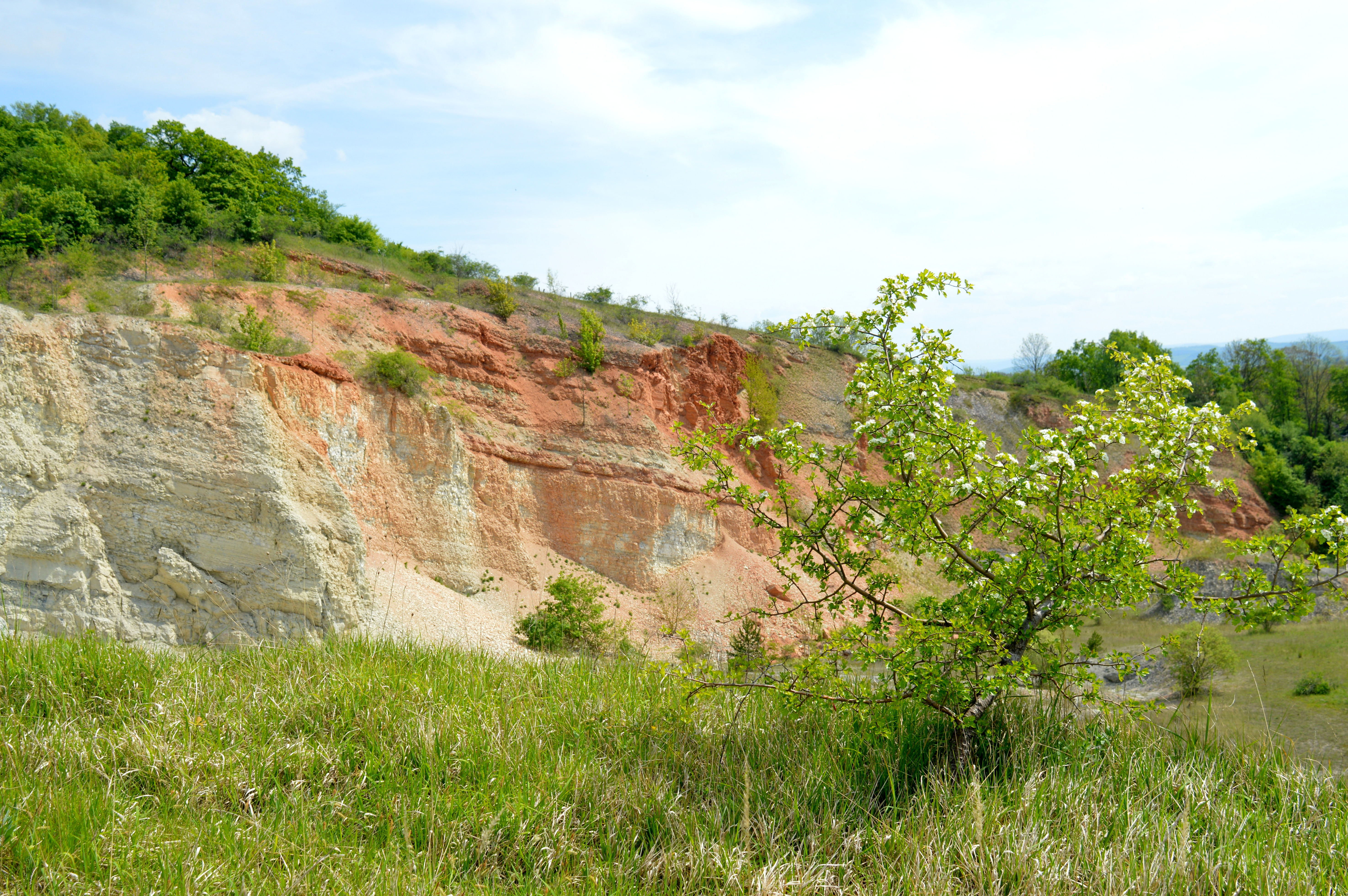
Teilbereich des NSGs Steinbruch Baddeckenstedt (2016)

Der Steinbruch Baddeckenstedt wurde bis etwa 1990 für den Abbau von Bodenschätzen genutzt. Die dort vorzufindenden Gesteinsschichten (Kalk und Mergel) sind in der Kreidezeit vor etwa 100 Millionen Jahren entstanden. Da sie viele Versteinerungen enthalten, ist das Gebiet auch aus geowissenschaftlicher Sicht von Bedeutung.
Der durch den Abbruch der Gesteine entstandene und bis zu 40 Meter hohe Steilhang des Steinbruchs ist weitgehend vegetationslos. Auf den ebenfalls vorhandenen Kalkschuttfluren haben sich dagegen die Pflanzen- und Tiergemeinschaften der Magerrasen- und Ruderalvegetationen angesiedelt, die zum Teil schon mit Pioniergehölzen durchsetzt sind.
Aufgrund der klimatischen Besonderheiten konnte sich eine reiche Insektenfauna ansiedeln, die wiederum die Lebensgrundlage für Vogel- und Fledermausarten bildet. Ein vorhandenes Gewässer stellt einen wertvollen Amphibienlebensraum dar.

## Tier- und Pflanzenwelt
Zu den festgestellten seltenen Tierarten zählen der Uhu, Insektenarten wie die Streifenwanze und der Jakobskrautbär. Es beherbergt außerdem gefährdete Pflanzenarten wie Natternkopf, Blauer Lattich, Gefranster Enzian, Stängelumfassendes Hellerkraut, Wiesen- und Ackergelbstern sowie Großer Ehrenpreis.

## Andere Schutzgebiete
Im Nordosten grenzt das Landschaftsschutzgebiet „Lichtenberg, Oelber Tal, Elberberg-Höhenzug“ an.